# Gedenktag der Heiligen
Der Gedenktag der Heiligen ist der Name eines Festes, das in den deutschen evangelischen Kirchen am 1. November gefeiert wird. In der römisch-katholischen Kirche hat das Fest den Namen Allerheiligen. Ein entsprechendes Brauchtum fand in den 1950er Jahren Eingang in lutherische Agenden (Gottesdienstordnungen). In der Schwedischen Kirche wurde es in der Reformationszeit beibehalten.
Das biblische Votum (Motto des Gottesdienstes) lautet: „Ihr seid nun nicht mehr Gäste und Fremdlinge, sondern Mitbürger der Heiligen und Gottes Hausgenossen.“ (Epheserbrief 2,19)
Die liturgische Farbe war bis zur Perikopenreform 2018 rot. Seitdem ist sie weiß.
Der Eingangspsalm für diesen Tag ist Ps 150 .
Folgende Bibeltexte sind nach der Perikopenrevision ab Advent 2018 für diesen Gottesdienst vorgesehen:
|                                                                   | Evangelium | Epistel                     | Lesung aus dem Alten Testament |
| ----------------------------------------------------------------- | ---------- | --------------------------- | ------------------------------ |
|                                                                   | Mt 5,1–10  | Offb 7,9–12                 | Dan 7,1–3.13–18.27             |
| … zugleich Predigttext im Lesejahr                                | III / VI   | I / IV                      | II / V                         |
| Zum Vergleich die Lesungen am katholischen Hochfest Allerheiligen | Mt 5,1–12a | 1 Joh 3,1–3 Offb 7,2–4.9–14 |                                |

Von den drei Tagesgebeten, die für den Gedenktag der Heiligen in der Agende vorgeschlagen sind, ist das erste die Bearbeitung eines traditionellen katholischen Gebetes (Leonhard Goffiné, Handpostille, 1690).
Die lutherischen Kirchen kennen nach dem Augsburger Bekenntnis, Artikel 21, eine Heiligenverehrung in dem Sinne, dass man ihrer gedenken soll. Der Glaube soll durch dieses Gedenken gestärkt werden, weil an den Heiligen erkennbar werde, wie ihnen Gnade widerfahren und ihnen durch den Glauben geholfen wurde. Zudem könne sich der Glaubende an ihren guten Werken ein Beispiel nehmen. Abgelehnt wird aber, die Heiligen anzurufen oder sie um Hilfe zu bitten. Anrufung und Bitte um Hilfe gebührt allein dem Dreieinigen Gott. Darum wird die in der römisch-katholischen Kirche verbreitete Weise der Heiligenverehrung von den lutherischen Kirchen abgelehnt.
Der Vergleich der beiden Tagesgebete zeigt die unterschiedlichen Akzentsetzungen des evangelischen Heiligengedenkens und der römisch-katholischen Heiligenverehrung:
| Evangelisch | Römisch-katholisch |
| --- | --- |
| Heiliger, ewiger Gott, durch die Taufe hast du uns eingefügt in den vielstimmigen Chor deiner Heiligen, die dich rühmen im Himmel und auf der Erde: Ihre Gemeinschaft stärke uns in den Wirren der Welt und wecke in uns die Freude auf den Tag, an dem wir zusammen mit allen Erlösten dich preisen ohne Ende. Dir sei Ehre in Ewigkeit. | Allmächtiger, ewiger Gott, du schenkst uns die Freude, am heutigen Fest die Verdienste aller deiner Heiligen zu feiern. Erfülle auf die Bitten so vieler Fürsprecher unsere Hoffnung und schenke uns dein Erbarmen. Darum bitten wir durch Jesus Christus. |

In einigen lutherischen Kirchen, besonders in Skandinavien und Nordamerika, wird der Gedenktag am Sonntag nach dem 1. November gefeiert (All Saints Sunday) und enthält Elemente des deutschen Totensonntags (bzw. des Gedenktags der Entschlafenen), so die namentliche Nennung der im letzten Jahr Verstorbenen. Die liturgische Farbe ist hier weiß.